# Dicranum maedae
Dicranum maedae là một loài rêu trong họ Dicranaceae. Loài này được Sakurai mô tả khoa học đầu tiên năm 1952.